# Gashora (Sektor)
Gashora (Kinyarwanda Umurenge wa Gashora) ist einer von 15 Sektoren im Distrikt Bugesera in der Ostprovinz von Ruanda.

## Geographie
Gashora hat eine Fläche von 98,8 km² und liegt auf einer Höhe von etwa 1330 m. Der Sektor unterteilt sich in die fünf Zellen Biryogo, Kabuye, Kagomasi, Mwendo und Ramiro. Nachbarsektoren sind im Nordosten Rukumberi, im Südosten Rweru, im Westen Mayange und im Nordwesten Rilima. Im Sektor Gashora befinden sich der Mirayi- und Kilimbi-See. Im Nordwesten liegt der Sektor zudem am Rumira-See und im Südosten am Gaharwa-See. Die Nordostgrenze bildet der von Nordwesten Richtung Südosten durch Sumpfgebiet fließende Nyabarongo.

## Bildung
Am Südwestufer des Kilimbi-Sees befindet sich seit 2022 das Rwanda Institute for Conservation Agriculture (RICA) mit einer Fläche von 1375 Hektar.

## Bevölkerung
Zur Volkszählung von 2022 betrug die Einwohnerzahl 32.251 Einwohner. Zehn Jahre zuvor waren es 22.001, was einem jährlichen Bevölkerungszuwachs von 3,9 Prozent zwischen 2012 und 2022 entspricht.

## Wirtschaft und Verkehr
Die Seen werden zum Fischen genutzt. Durch die Nordhälfte von Gashora verläuft in Südwest-Nordost-Richtung zwischen dem Rumira- und Miravi-See die Nationalstraße 6 und durch den Südwesten eine District Road.